# 搶救王義川大兵

搶救王義川大兵主視覺，由網路圖文作家惡骨以生成式AI製作而成

搶救王義川大兵是2024年中華民國立法委員選舉中，由政治評論員李正皓、民主進步黨籍新北市議員卓冠廷及網路圖文作家惡骨共同發起的競選活動。藉由獨立於黨部的組織活動，以販售應援小物、專屬貼圖及舉辦線上、線下活動及環台大車掃等等方式，輔選民進黨提名的不分區立法委員候選人王義川。
2024年1月13日，因席次換算後，民進黨不分區當選席次為13席，最終王義川未進國會。
2024年11月22日，因勞動部霸凌案延燒，時任勞動部部長何佩珊請辭獲准，行政院敲定，由民進黨不分區立委洪申翰出任勞動部部長，並由王義川遞補不分區，且於12月2日宣誓就職。

## 目標及口號
- 目標：讓民主進步黨的不分區政黨票增加百萬票以上，王義川進入立法院。
- 口號：
  - 川流不息，民主前行。
  - 政黨票請投「民主進步黨」搶救王義川。
  - 一人一票，救救王義川。
  - 2024團結一致，搶救王義川大兵。
  - 上義下川大法師 進入國會。
  - 拜偷搶救 搶救義川大兵，拜偷大家支持。

## 背景

### 民進黨不分區立委提名
2023年11月15日，民進黨中執會通過2024年中華民國立法委員選舉不分區立委提名名單，王義川為第十四名被提名人，但法律規定不分區立委婦女保障名額不得低於二分之一，故實質為第十六名。在競選過程中，被預估獲得席次落在十二至十四席，低於王義川可當選門檻。

### 行動主要發起人
2014年12月25日，在臺中市長林佳龍延攬下，王義川任臺中市政府交通局局長，與新聞局局長卓冠廷成為好友。
2021年底，台灣基進台中市的立委陳柏惟遭罷免解職，在立委補選中，王義川因了解台中市市政、觀光、交通等等，且博學多聞，常受邀政論節目，更以幽默風格吸引人氣。王義川信奉天主教，但時常扮演起乩的乩童、觀落陰的道士、佛教的禪師、台灣喪葬的法師等，嘲諷政治人物，甚至被民眾稱為「上義下川大法師」。自此以後，邀約愈來愈多。
2023下半年，隨著選舉接近，王義川在政論節目上愈來愈知名，亦與政治評論員李正皓熟識。

## 行動發起
2023年11月15日，在公布不分區立委名單後，李正皓、卓冠廷等好友開始討論策劃行動，致敬《搶救雷恩大兵》，並聯絡廠商製作布條。
11月20日及11月22日，李正皓與卓冠廷在線上進行兩次會議討論，由李正皓擔任「搶救王義川大兵」粉絲專頁小編，卓冠廷擔任活動組織的聯絡人。長期生產製作T恤的網路圖文作家惡骨亦與其合作，透過生成式AI的輔助，設計製作出其他的應援小物及活動宣傳圖片。

## 行動過程
2023年11月23日，「搶救王義川大兵」透過粉絲專頁的貼文及記者會，正式宣布啟動，目標讓民進黨的政黨票在目前基礎上成長6%、增加百萬票，使王義川當選不分區立委，並宣布首波線上活動正式展開。
12月2日，「搶救王義川大兵」在台北舉辦首場的實體見面會。且在此之後，於15日在台中、於30日在高雄舉辦接續場次。
12月4日，「搶救王義川大兵」聯名的應援小物及網路商城正式上線，並有三波商品。
2024年1月，「搶救王義川大兵」進行全台大車掃（車隊掃街），並將車隊結合「GPS定位系統」，與各地支持者互動，是一場結合多方面的活動；並於2日，三人合體在李正皓主持的《皓事之徒3.0》網路節目直播中，透露「川流不息 民主前行」環台大車掃的行程與路線，最終版本也正式於5日的直播記者會公布，且於8日至12日連續五天正式展開。
1月4日，「搶救王義川大兵」專屬的Line貼圖正式上線，名稱為「王義川大兵」。
1月8日，「川流不息，民主前行」環台大車掃，首站在立委候選人許淑華的競總前召開「川流不息 民主啟程」記者會，且由賴清德競總總督導卓榮泰的見證下，以「大船下水」來歡送車隊，代表「環台大車掃」正式啟航；並於末站，在桃園舉辦「桃園三結義」廟口開講。
1月12日，「川流不息 民主前行」環台大車掃的最終章，在新北市汐止區舉辦「川流不息 大船入港」開講儀式，由立法院長游錫堃迎接，且最終大彩蛋，由總統蔡英文透過影片給予鼓勵，也讓這場「環台大車掃」，歷經五天四夜（共1000公里的路程），正式結束。

## 行動據點
2023年12月1日，由屏東縣立委鍾佳濱將其青年總部作為「搶救王義川」屏東行動支部，這是全國首個據點，並發佈多支的搶救影片。
12月7日，台灣東社響應行動，正式在《聚能所在》成立花蓮作戰分部；並在之後，在花蓮各地掛上看板，舉辦多場演講及遊行。

## 交通政策
2023年12月7日，王義川召開「交通三箭」政策發表會，包括「兩段式左轉新政策」、「區間測速全部拆掉」、「科技執法找對重點」。
12月30日，在「搶救王義川大兵」高雄場，王義川宣布，除了原本「交通三箭」外，再加碼「第四箭」，為提出「召開交通公民會議」。

## 各方反應
民主進步黨
這次行動廣受民進黨黨內公職的支持。
於2023年11月28日，屏東縣立委鍾佳濱掛出首面「搶救王義川」看板，接著蔡易餘、蔡培慧、林俊憲、張美慧、林靜儀等立委候選人，及非本次選舉的地方議員、民代等自掏腰包的掛出看板；並且許多候選人力邀王義川在選舉中多方面的幫助（包含輔選、助講、直播、掃街及舉辦聯合活動），也將主視覺及概念帶入活動中大量的宣傳。
雖然本次行動，並非由民進黨中央黨部發起，但很快得到民進黨黨中央的認可與支持，並開始以「搶救王義川」作為政黨票的宣傳口號。
11月30日，民進黨總統候選人賴清德在公開活動中，也首次以「搶救王義川」作為宣傳口號。
中國國民黨
中國國民黨黨主席朱立倫表示，民進黨想要用「搶救王義川」這樣「騙騙騙」就獲得選票是很難的，並認為這次國民黨不分區立委是有史以來最強的名單，而民進黨名單只是派系分配或權力分贓，要得到民眾支持是有限的。朱立倫也提到，民進黨竟然要搶救被外界譏為「政治乩童」的王義川。國民黨在財經、心理健康專業以及新住民、年輕優秀的代表，每一位都搶救。
前高雄市長、國民黨不分區立委候選人韓國瑜表示，民進黨搶救的王義川每天耍寶，表現極「Low」，並質疑王義川「是神經病嗎」。
台灣基進
台灣基進前黨主席陳奕齊提到，民進黨在區域立委的選情不利，即使王義川成功當選，也難以達成國會過半，且台灣基進要獲得兩席不分區席次分配，所需的票數少於讓民進黨排名後面的候選人當選一席，因此鼓勵支持者將政黨票投給台灣基進，以達成「抗韓席次最大化」。
台灣團結聯盟
台灣團結聯盟黨主席劉一德認為，搶救王義川大兵不但會激發泛綠小黨支持者反感，而且也會連累總統「美德配」與民進黨區域立委選票。
自由台灣黨
自由台灣黨創黨主席蔡丁貴認為，民進黨在立法院要單獨過半的關鍵，在於區域立委席次，而非不分區立委席次，搶救王義川大兵的選戰策略有弄巧成拙的高風險，反而降低游錫堃連任立法院長的機會，提高韓國瑜當上院長的可能。

### 其他
民進黨決定不分區立委提名名單的中執會當中，屬黨內派系正國會的中執委陳茂松，因不滿安全名單裡除立法院院長游錫堃外，未有派系成員，而缺席中執會。故在搶救王義川大兵行動公布後，有部分媒體揣測是正國會為自救的「軟性抗議」，意在逼宮賴清德及游錫堃。不過此說法遭到王義川與李正皓否認與駁斥，《財訊》週刊認為是化解民進黨派系的衝突。
「搶救王義川大兵」在全台掀起輔選旋風，日本產經新聞臺北支局長矢板明夫發文表示，名稱與主視覺是來自美國電影《搶救雷恩大兵》反映了中國和美國的兩種價值觀，並稱王義川言語幽默、邏輯清晰、觀點犀利，是這次選舉爆紅的政治人物。

## 選舉影響
民主進步黨
搶救王義川大兵行動炒熱了本來民進黨偏冷的選情，替大選拉出新的軸線，讓活動連帶變成民進黨的全黨運動。有民進黨黨內人士認為，搶救王義川大兵同時帶動了其他民進黨的不分區立委候選人，讓「民進黨不分區」成為賴清德與蕭美琴以外新的輔選支線，使選民對於政黨票出現投票動機；不過同時也有黨內人士表示，搶救王義川大兵比較是凝聚基本盤士氣，對同溫層外的擴散程度有限，甚至可能對中間選民來說超級大「掉票」。民進黨地方輔選人士則認為，搶救王義川大兵對於選情有加分效果，帶動了民進黨的政黨票支持度。
卓冠廷提及，由於搶救王義川大兵的策劃與執行資源有限，故一開始即鎖定主要對象族群為30至39歲的支持者，因此在網路宣傳上，社群網站僅於Facebook創立粉絲專頁，實體活動的報名須透過線上活動報名平台完成。《菱傳媒》指出，民進黨在30至39歲的支持者有顯著回流。
每一場實體活動皆邀請其他民進黨不分區的立委候選人，包含沈伯洋、郭昱晴、陳俊翰、張雅琳、洪申翰、劉柏君等作為來賓。具有特色的不分區立委候選人，也透過此行動的聲量，獲多位區域立委候選人的邀請輔選，在地方上擁有更多曝光的機會。
中國國民黨
2023年12月15日，國民黨「不分區特攻隊」成軍，不分區立委候選人將到各地進行輔選。部分媒體認為，搶救王義川大兵行動讓藍營有了危機感，而不分區特攻隊的成立，是為了與搶救王義川大兵行動進行抗衡而生。

## 選舉結果
2024年1月13日，不分區立委的選舉結果出爐，民進黨的政黨票獲得498萬1060票（36.16%），比上屆的481萬1241票（33.98%），多出16萬9819票（2.18%），席次換算後，同為13席，王義川無緣國會，但政黨票逆風增加。
在一個半月前，各政黨提出不分區名單時，媒體民調普遍為國民黨政黨票的支持度約領先民進黨7-9%。並以鏡電視在11月底的民調為例，國民黨是34.0%，民進黨是25.3%，落後8.7%；但在「搶救王義川行動」後，逆轉國民黨約1.58%，追了超過10%，也比4年前增加不少票。
| 2024年中華民國立法委員全國不分區及僑居國外國民候選人名單 | 2024年中華民國立法委員全國不分區及僑居國外國民候選人名單 | 2024年中華民國立法委員全國不分區及僑居國外國民候選人名單 | 2024年中華民國立法委員全國不分區及僑居國外國民候選人名單 | 2024年中華民國立法委員全國不分區及僑居國外國民候選人名單                                                  | 2024年中華民國立法委員全國不分區及僑居國外國民候選人名單 | 2024年中華民國立法委員全國不分區及僑居國外國民候選人名單 | 2024年中華民國立法委員全國不分區及僑居國外國民候選人名單 |
| 號次                                                     | 政黨                                                     | 提名 席次                                                | 當選 席次                                                | 當選名單                                                                                                  | 替補名單                                                 | 離職名單                                                 | 未當選名單 |
| -------------------------------------------------------- | -------------------------------------------------------- | -------------------------------------------------------- | -------------------------------------------------------- | --- | -------------------------------------------------------- | -------------------------------------------------------- | --- |
| 6                                                        | 民主進步黨                                               | 34                                                       | 13                                                       | 1.林月琴、2.沈伯洋 3.張雅琳、5.羅美玲 7.范雲、8.柯建銘 9.沈發惠、10.莊瑞雄 11.林楚茵、12.郭昱晴 15.陳培瑜 | 13.王正旭 14.王義川                                      | 6.游錫堃 4.洪申翰                                        | 16.陳俊翰、17.張秀君 18.黃奕睿、19.孫一信 20.吳祥榮、21.陳慧君 22.柯富揚、23.劉柏君 24.石明謹、25.曾美玲 26.黃真瑋、27.曾湘樺 28.鄭力嘉、29.陳右欣 30.余宛如、31.許菡芸 32.周威佑、33.廖韶吟 34.蔡宜文 |

## 後續
2024年1月13日，「搶救王義川大兵」粉專發文，公布民進黨總統候選人賴清德於11日在凱道舉行「護國之夜」造勢晚會中有一張由《路透社》拍攝的照片，是頭上綁著「搶救王義川大兵」頭巾的照片入選了《英國衛報》週四的全球「本日最佳照片」之一，並被列為封面照。
1月21日，在選舉之後，王義川又變成新梗，因李正皓先在臉書po出與新北市議員卓冠廷同遊日本照片，並且註明「終於能享受沒有王義川的兩人時光」、「不被愛的才是第三者」後，隨後卓冠廷開始啟動「氣炸王義川」活動，還喊出「川流不息變成川留台灣」口號，一時熱鬧滾滾，讓網友笑到不行；立委當選人李坤城、主播王偊菁也來插一腳，還把王義川P在眾人合照上，結果引來陳柏惟入陣。
1月24日，民進黨召開中常會，會後正式宣布，王義川擔任政策會執行長。
2月7日，卓冠廷、李正皓及王義川接受Yahoo TV節目《齊有此理》專訪透露，目前在整理影片，要報名坎城影展的創意獎。
5月2日，在臉書宣布，已將《搶救王義川大兵》的所有相關資料都準備好，並且寄給坎城創意獎的評審大會。
11月22日，因勞動部公務員霸凌輕生案，民進黨不分區立委洪申翰出任勞動部部長，並將由王義川遞補不分區。民進黨發言人吳崢對此表示「搶救王義川成功了，恭喜川哥！打假除怪」。
12月2日，正式宣誓就職不分區立委。

## 外部連結
- （繁體中文）搶救王義川大兵計畫[]（页面存档备份，存于）
- 搶救王義川大兵的Facebook專頁
- 搶救王義川大兵YouTube頻道 （页面存档备份，存于）